# 威特海崖
威特海崖（英語：Witt Bluff）是南極洲的海崖，位於亞歷山大一世島東部，處於愛神星冰川西南部，由英國南極名稱諮詢委員會命名，現時由南極條約體系管理。